# Zoltan Sebescen
Zoltan Sebescen (ungarisch Sebestyén Zoltán [ˈzoltaːn ˈʃɛbɛʃceːn]; * 1. Oktober 1975 in Ehingen) ist ein ehemaliger deutscher Fußballspieler.

## Sportliche Laufbahn

### Vereinskarriere
Sebescen begann 1982 mit dem Fußballspielen in der Jugend der Stuttgarter Kickers, bei denen er in der Saison 1994/95 den Sprung in die erste Mannschaft schaffte. Zur Saison 1999/2000 wechselte er in die Bundesliga zum VfL Wolfsburg. Im Jahr 2001 ging er zu Bayer 04 Leverkusen. Mit Bayer stand er 2002 im Finale der Champions League gegen Real Madrid, wurde in der Saison 2001/02 Vizemeister und erreichte das Pokalfinale gegen den FC Schalke 04, in dem er jedoch nicht zum Einsatz kam.
Nach zahlreichen Knieoperationen bestritt Sebescen seit Februar 2003 kein Bundesligaspiel und verlor seinen Stammplatz. Für den Verein kam er in sieben Spielen der Reservemannschaft zum Einsatz, in denen er ein Tor erzielte. 2004 lief sein Vertrag aus, woraufhin Sebescen den Verein verließ. Er beendete am 16. August 2005 seine Laufbahn. Die anhaltenden Kniebeschwerden waren durch eine Borreliose-Infektion ausgelöst worden, eine Krankheit, die durch Zeckenbisse übertragen werden kann. Insgesamt stand er in der Bundesliga 72-mal auf dem Platz und erzielte zwölf Treffer.

### Auswahleinsätze
Für die A-Nationalmannschaft bestritt er ein Länderspiel. Unter Bundestrainer Erich Ribbeck spielte er am 23. Februar 2000 die erste Halbzeit beim Spiel gegen die Niederlande. Er wurde gegen den ursprünglich für die Startelf vorgesehenen Sebastian Deisler ausgewechselt, der in diesem Spiel ebenfalls debütierte. Das Spiel endete mit einer 1:2-Niederlage der deutschen Mannschaft, Sebescen war an beiden Gegentoren beteiligt und wurde während des Spiels von Fernsehreporter Gerd Rubenbauer und danach in der Presse ungewöhnlich schlecht benotet. Die eigentliche Besonderheit war allerdings die Nominierung des vorher weitgehend unbekannten Sebescens durch Ribbeck gegen eine Spitzenmannschaft wie die Niederlande und die Tatsache, dass er auf einer ungewohnten Defensivposition spielen musste. Mit Sebescen wurde erstmals ein Wolfsburger in die deutsche Nationalmannschaft berufen.
Bereits ab 1999 hatte er in der A2-Auswahl die deutschen Farben getragen. Bis 2000 kam Sebescen in diesem Team dreimal zum Einsatz und erzielte dabei einen Treffer.

## Trainerlaufbahn
Vom 1. Juli 2007 bis 30. Juni 2009 war Sebescen Teamchef (Jugendkoordinator) des Nachwuchses der Stuttgarter Kickers.

## Trivia
Sebescens Vorfahren stammen aus Skorenovac (ung. Székelykeve, dt. Skorenowatz) in der Vojvodina, der Nordprovinz Serbiens, in der auch eine ungarische Minderheit lebt. Im März 2000 wurde er in der Harald Schmidt Show zum „Liebling des Monats“ gewählt.